# Energy Transfer Partners
Energy Transfer — энергетическая компания США, занимается управлением газо- и нефтепроводами, торговлей нефтепродуктами. Штаб-квартира располагается в Далласе, штат Техас. В 2021 году занимала 80-е место в списке Fortune 500.

## История
Компанию основали в 1995 году Келси Уоррен (Kelcy Warren) и Рей Дэвис (Ray Davis).
В 2012 году была куплена компания Sunoco.

## Деятельность
Основные подразделения:
- Межштатные газопроводы — газопроводы, связывающие месторождения природного газа с газохранилищами и терминалами.
- Внутриштатные газопроводы — газораспределительные сети штатов.
- Переработка — сбор природного газа, его очистка, сжижение и хранение.
- Сжиженный газ — транспортировка и торговля сжиженным газом.
- Нефть — транспортировка и торговля сырой нефтью.
- Sunoco — деятельность контролируемой компании Sunoco (оптовая и розничная торговля нефтепродуктами).
- USAC — деятельность дочерней компании USAC (газокомпрессорные станции).

Основные газопроводы:
- ET Fuel System (100 %)
- Oasis Pipeline (100 %)
- HPL System (100 %)
- ETC Katy Pipeline (100 %)
- Regency Intrastate Gas (100 %)
- Enable Oklahoma Intrastate Transmission (100 %)
- Comanche Trail Pipeline (16 %)
- Trans-Pecos Pipeline (16 %)
- Old Ocean Pipeline, LLC (50 %)
- Red Bluff Express Pipeline (70 %)